# دزدی دریایی در سومالی

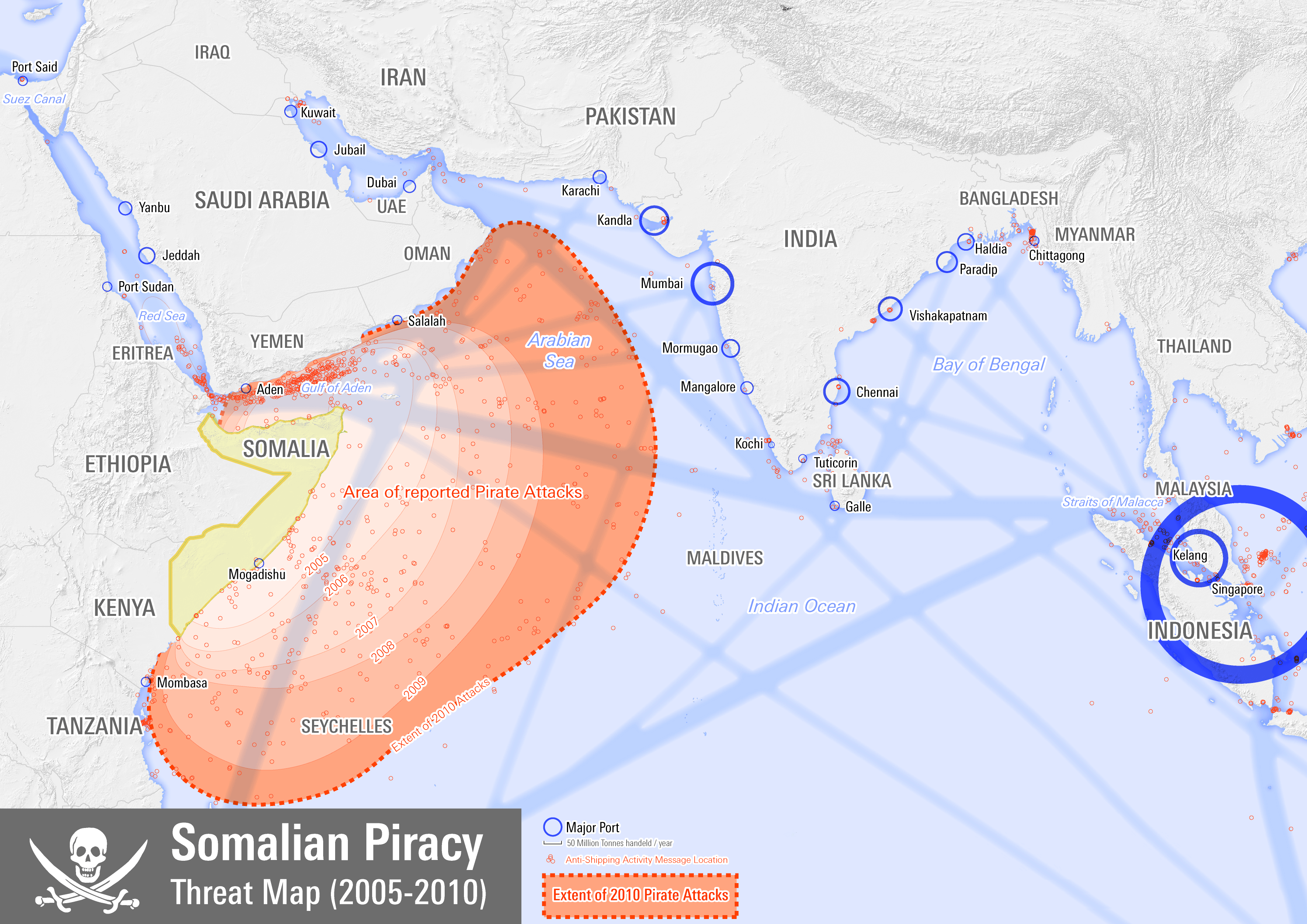
نقشه مناطق خطرناک که زیرکنترل دزدان دریایی سومالی است (۲۰۰۵–۲۰۱۰).

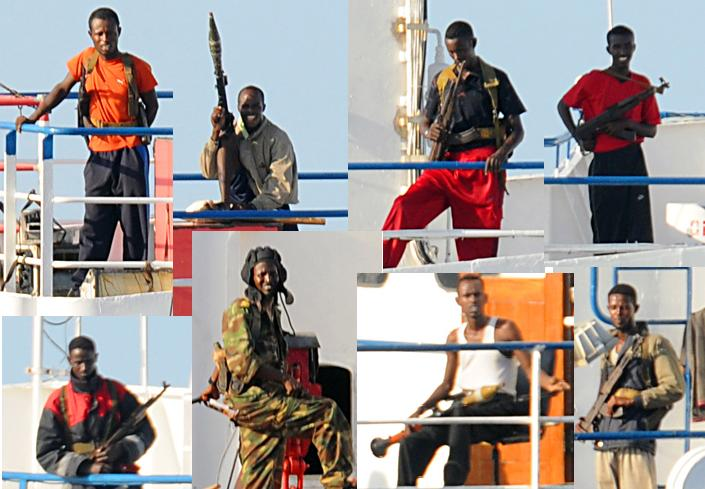
دزدان دریایی سومالی در حالی که مسلح به آرپی‌جی و سلاح خودکار هستند.

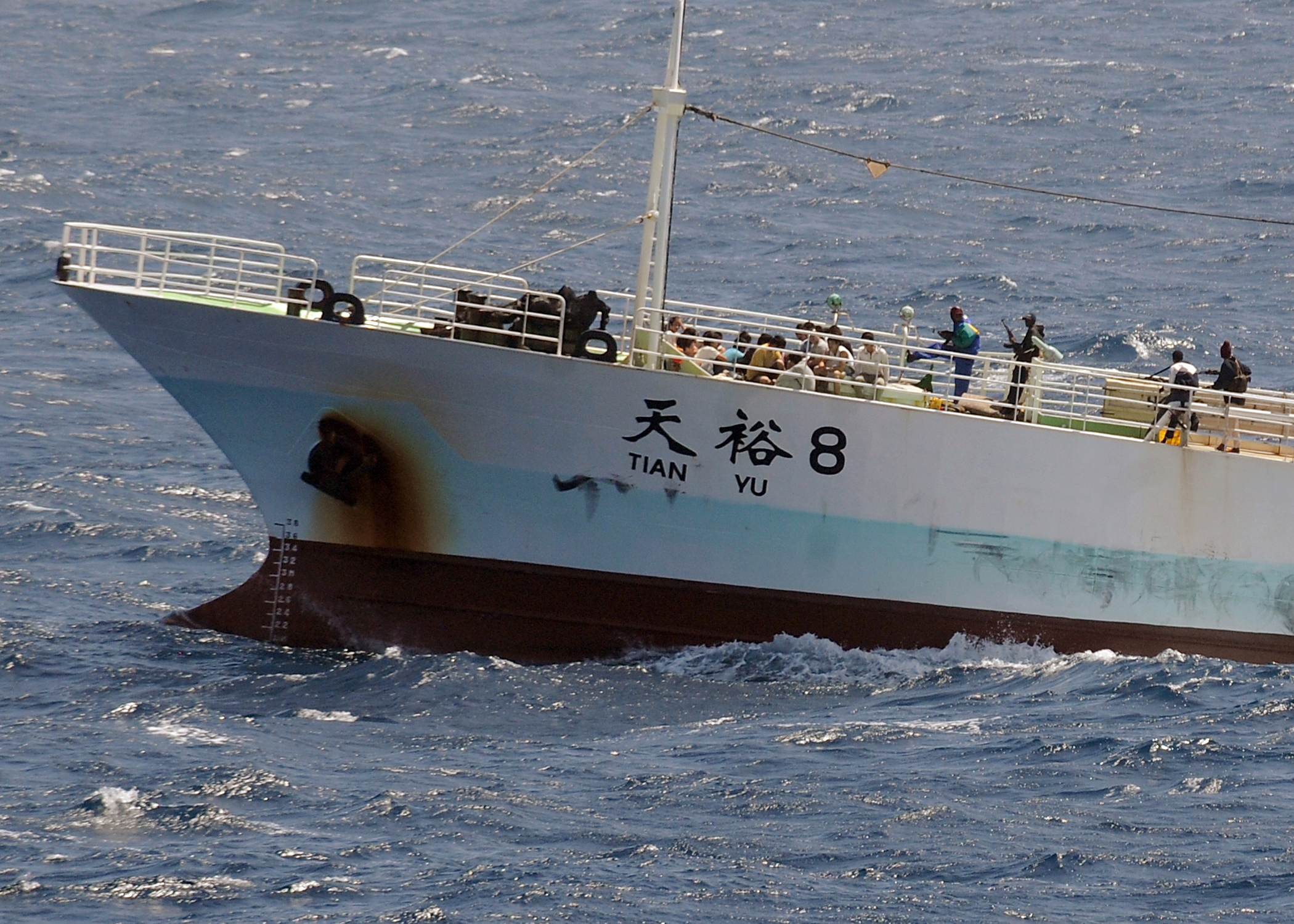
دزدان دریایی سومالی یک کشتی چینی را تصرف کردند.

دزدی دریایی در سومالی یک تهدید جدی علیه کشتی‌رانی بین‌المللی است که از زمان فاز دوم جنگ داخلی سومالی در دههٔ ۱۹۹۰ به‌وجودآمد.
این تهدیدات از سال ۲۰۰۵ افزایش یافت و باعث افزایش هزینهٔ کشتیرانی و ممانعت در رسیدن کمک‌های غذایی شده‌است. در این راستا بسیاری از سازمان‌های جهانی نظیر سازمان بین‌المللی دریانوردی و برنامه جهانی غذا نگرانی شدید خود را نسبت به توسعهٔ کمی و کیفی حملات دزدان دریایی اعلام کرده‌اند. بر اساس گزارش مؤسسهٔ آلمانی تحقیقات اقتصادی، دزدی دریایی در منطق خود یک بازار نوظهور است که تبدیل به صنعتی پررونق در کشور سومالی شده‌است. شرکت‌های بیمه، علی‌الخصوص از حملات دزدان دریایی سود برده‌اند به این دلیل که حق بیمه‌ها به‌طور فزاینده‌ای رشد کرده‌است.
گزارش سازمان ملل متحد و چندی از منابع خبری نشان دهندهٔ این واقعیت است که ماهی‌گیری غیرقانونی در بخش‌هایی از سواحل سومالی در وقوع این پدیده مؤثر بوده‌است. براساس گزارش مؤسسهٔ تحقیقات اقتصادی آلمان و کمیته خدمات نیروهای مسلح آمریکا دفع زباله‌های سمی و اتمی در آب‌های سومالی به وسیلهٔ کشتی‌های خارجی توانایی ماهی‌گیران سومالیایی را برای گرداندن زندگی با محدودیت جدی مواجه کرده و ماهی‌گیرانِ بدون امکانات این منطقه را دست خالی گذاشته‌است. در نتیجهٔ این امر، آن‌ها مجبور شده‌اند به جای ماهی‌گیری به دزدی دریایی رو بیاورند. به گفتهٔ دیگر مقالات، ۷۰ درصد از مردم سومالی این نوع دزدی دریایی را نوعی دفاع ملی از آب‌های سرزمینی خود تلقی می‌کنند و خواهان عدالت و جبران خسارت برای منابع دریایی به یغما برده‌شده توسط ماهی‌گیران خارجی هستند.
بسیاری از دزدان دریایی بر این باورند که در نبود یک گارد ساحلی کارآمد که درگیری‌ها و طغیان‌های جنگ داخلی سومالی را تعقیب کند و متعاقب آن متلاشی شدن نیروی مسلح دولت سومالی، آن‌ها مجبور شده‌اند ماهی‌گیری را رها کنند و به دزدی دریایی روی بیاورند. این عقیده هم‌چنین در شماری از افراد که به وسیله شبکه‌های دزدان دریایی نظیر گارد ساحلی داوطلب سومالی گرفته شده‌اند، وجود دارد. دزدی دریایی در سال‌های اخیر به‌طور قابل ملاحظه‌ای سودآورتر شده‌است. گزارش‌ها بیان‌گر این مطلب است که هم‌اکنون عامل اصلی و محرک این پدیده انگیزه‌های مالی جذاب است. مقامات کنیا درآمد دزدان دریایی سومالی را که حاصلِ باج‌گیری برای آزاد کردن گروگان‌هاست را تنها در ۱۲ ماه منتهی به نوامبر ۲۰۰۸، ۱۵۰ میلیون دلار تخمین زده‌اند.
در اوت ۲۰۰۸ نیروی ترکیب شدهٔ اجرای عملیات ۱۵۰ (به انگلیسی: Combined Task Force ۱۵۰) یک گروه عملیاتی که از ائتلاف چند ملیت ایجاد شده، اقدام به ایجاد منطقه گشت بین‌المللی امنیتی در خلیج عدن کردند.
تلاش‌های مقامات حکومت گلموداگ (به انگلیسی: Galmudug) واقع در شمال مرکزی بندرگاه خودمختار هوبایو (به انگلیسی: Hobyo) در استفاده از دزدان دریایی به عنوان دیواری دفاعی علیه شورشیان اسلام‌گرا و ارتباط مقامات دولت سومالی با دزدان دریایی همگی نشان از هم‌دستی دولت در این جرم بین‌المللی است. برخلاف این همکاری، بان کی‌مون، دبیر کل سازمان ملل متحد بر این باور بود که دولت سابق و دولت جدید منطقهٔ خود مختار پانت‌لند امروزه فعالانه و جدی‌تر با این مافیای همه‌گیر اقیانوسی مبارزه می‌کند.
دزدان دریایی نگرانی زیادی برای هند به علت آنکه قسمت مهمی از تجارت هند از طریق کشتی از طریق خلیج عدن است را به‌وجود آورده‌اند و در نهایت هند مجبور شد یک ناو دریایی خود را به این منطقه بفرستد. روسیه نیز اعلام کرده‌است که به زودی به مبارزه بین‌المللی با دزدان دریایی خواهد پیوست البته این مبارزه خارج از چارچوب گشت بین‌المللی و به صورت مستقل خواهد بود.

در ۷ اکتبر ۲۰۰۸ شورای امنیت سازمان ملل با صدور قطعنامه ۱۸۳۸ کشورهای جهان را به مبارزه با دزدان دریایی سومالی فراخواند. بزرگترین سرقت دزدان دریایی در سومالی سرقت یک نفت‌کش متعلق به عربستان سعودی بود که ۲ میلیون بشکه نفت به ارزش ۱۰۰ میلیون دلار را حمل می‌کرد.

## افزایش ثروت منطقه‌ای
بندر ایل، منطقه اصلی زندگی دزدان دریایی سومالی، در طول سال ۲۰۰۸ از روستایی کثیف به یکی از لوکس‌ترین نقاط سومالی تبدیل شد. در این منطقه رستوران‌های مخصوص گروگان‌ها نیز ساخته شده‌است.

## مبارزه با دزدان دریایی

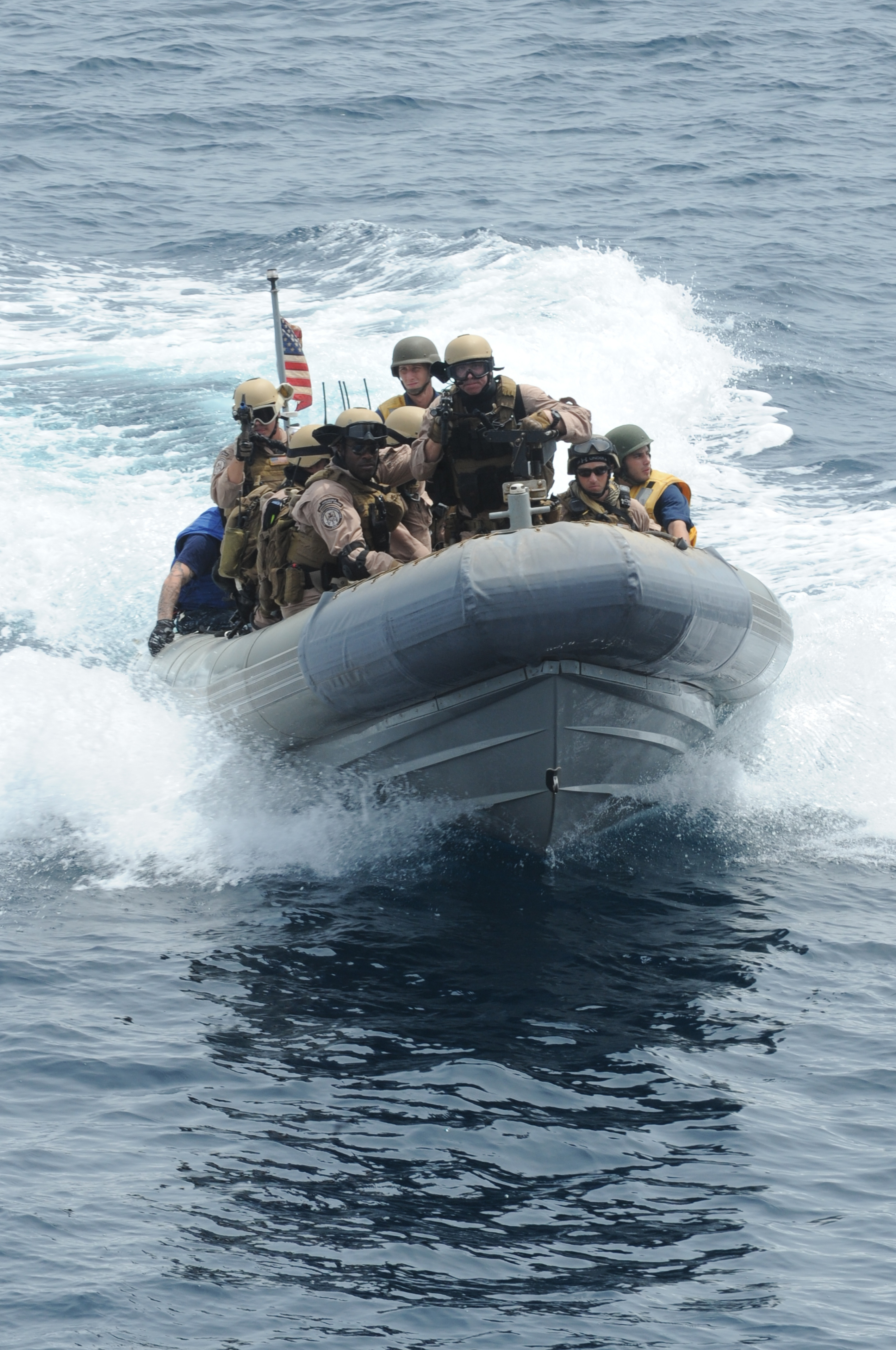
افراد نیروی گارد ساحلی ایالات متحده در دریای سرخ

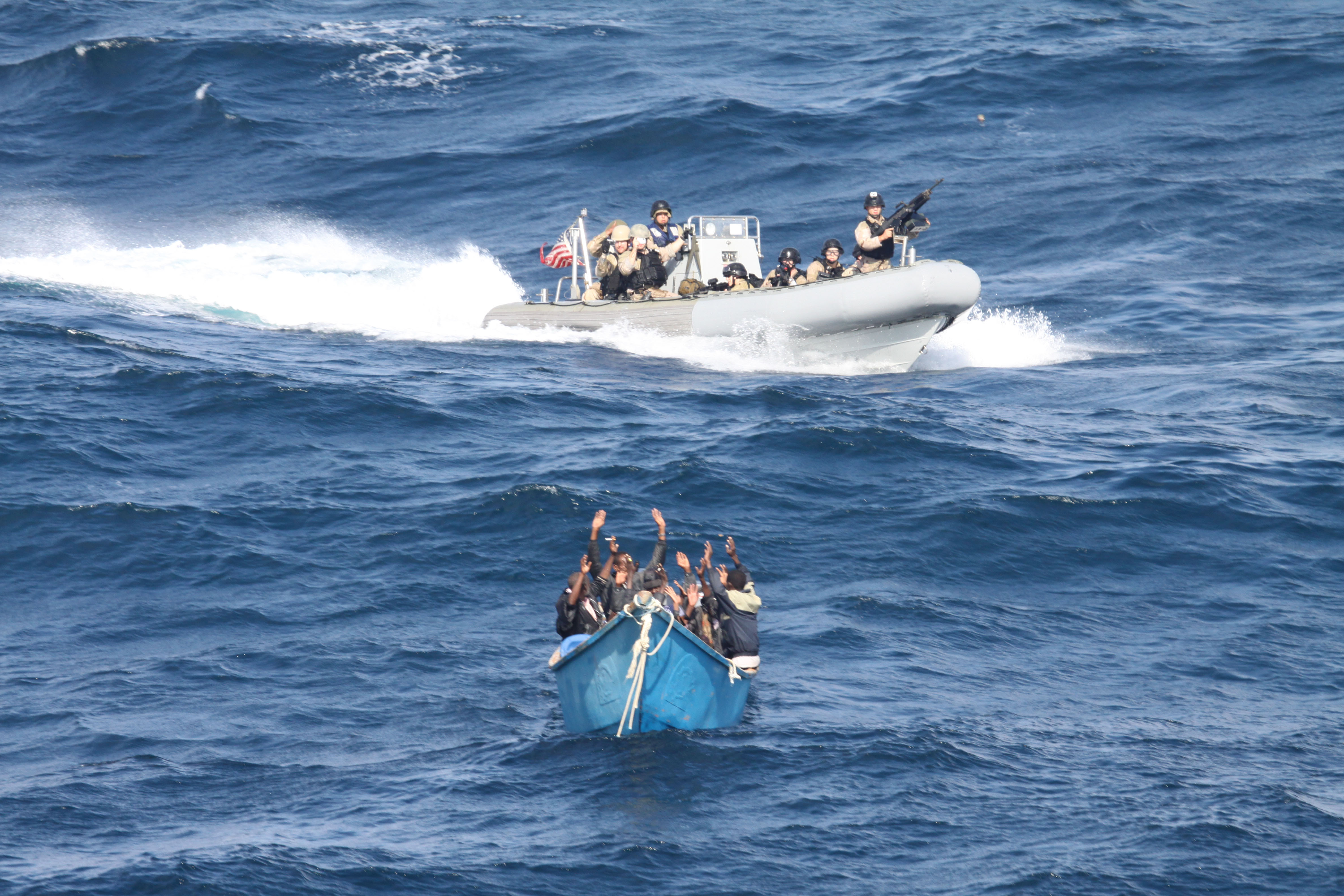
افراد نیروی دریایی ایالات متحده آمریکا در حال گشت‌زنی، به یک قایق مشکوک نزدیک می‌شوند.

### مبارزه ایران با دزدان دریایی
نیروی دریایی ارتش جمهوری اسلامی ایران ناوگروه‌های متعددی را به خلیج عدن فرستاده‌است. سومین آن‌ها در شهریور ۱۳۸۸ به منطقه اعزام شد. این ناوگان‌ها بارها حملات دزدان دریایی به کشتی‌های تجاری ایرانی و خارجی را خنثی کرده‌اند، به طوری‌که فقط از ابتدای سال ۱۳۹۰ تا ۱۹ اردیبهشت همین سال تعداد درگیری‌های آن‌ها با دزدان دریایی به ۷ مورد رسید. با این حال ۱۳ دریانورد ایرانی که در ۲۳ بهمن ۱۳۸۹ به اسارت دزدان دریایی درآمدند، تا مرداد ۱۳۹۰ در اسارت دزدان دریایی به سر می‌بردند.

چهار دریانورد کشتی سینین که در خلیج عدن توسط دزدان دریایی به اسارت درآمده بودند، آزاد شدند و در تاریخ ۲۹ مرداد ۱۳۹۰ به کشور بازگشتند.
سه ماهیگیر ایرانی نیز که در سال ۱۳۹۴ توسط دزدان دریایی به اسارت در آمده بودند در ۳۰ مرداد  ۱۳۹۹ توسط نیروی دریایی ارتش آزاد شدند.
در فروردین سال ۹۱ «گراد»، سردسته دزدان دریایی سومالی و یکی از خطرناک‌ترین دزدان که توانسته بود ۳۷ کشتی را ربوده و خدمه آنها را گروگان بگیرد توسط کماندوهای نیروی دریایی ارتش در آب های آزاد دستگیر شد.

### مشکلات مبارزه با دزدان دریایی
به علت تعداد زیاد کشتی‌های ترددکننده در این منطقه، امکان ایجاد گارد نظامی برای تک‌تک آن‌ها وجود ندارد مشکل اصلی در بوجودآمدن مشکل دزدی دریایی، نبودن دولت مرکزی قدرتمند در کشور سومالی است.